# Culinária de Malta

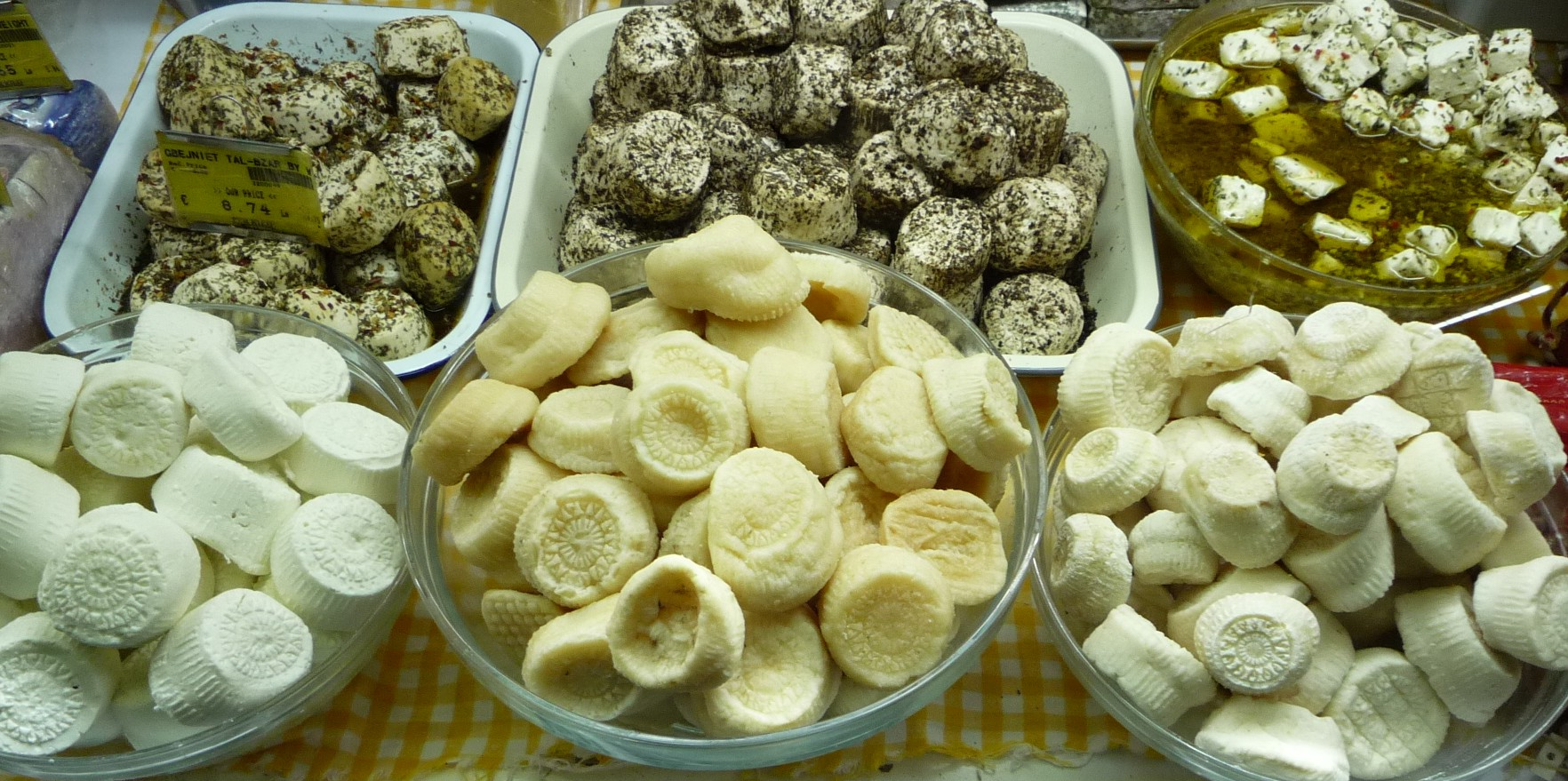
Ġbejna (queijo local)

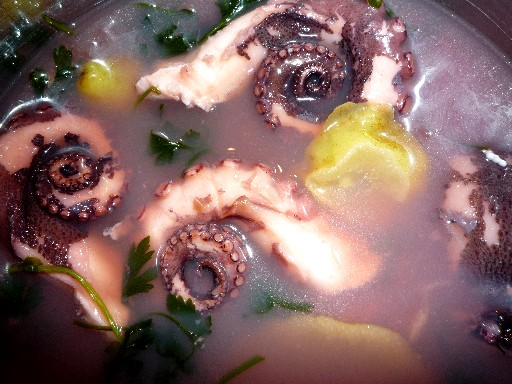
Stuffat tal-Qarnit (estufado de polvo)

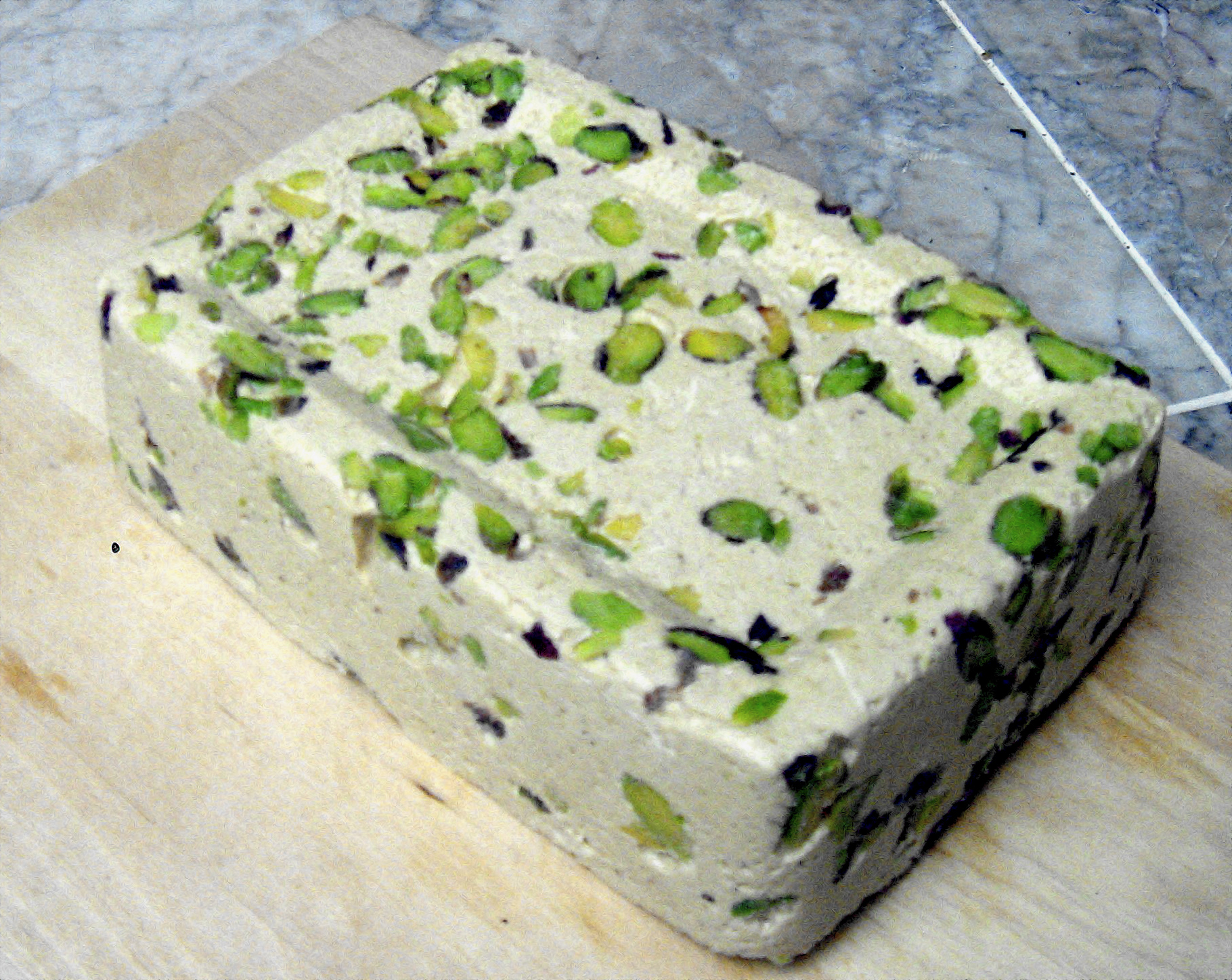
Ħelwa tat-Tork (halva com pistácios)

A culinária de Malta, refletindo a história e a geografia do país, mostra forte influência siciliana e britânica, bem como das cozinhas espanhola, do Magrebe e provençal. 

## Exemplos de pratos da cozinha maltesa[2]

### Sopas
- Aljotta (sopa de peixe)
- Kusksu (Sopa de favas e cuscos, massas redondas, mas maiores que o cuscuz do Magrebe)
- Minestra (sopa de vegetais)
- Soppa ta'l-armla (a "sopa da viúva", uma minestra com queijo local, ġbejna, e ovos)
- Bordu ("broth" ou caldo de vegetais e carne, normalmente servida com massa

### Massa alimentícia e arroz
- Mqarrun 'l forn (macarrão no forno, com molho à bolonhesa, ovos e molho bechamel)
- Ravjul (ravioli recheados com ricotta e salsa ou espinafre, na ilha de Gozo são normalmente recheados com o queijo local)
- Ross 'l forn (arroz no forno, similar ao macarrão no forno, mas com açafrão)
- Timpana (empadão de macarrão e molho de carne assado no forno numa massa própria, semelhante ao timpano da culinária da Itália

### Carnes
- Braġjoli ("azeitonas-de-carne", pequenos escalopes recheados com bacon, ovos e ervas aromáticas, e guisados em vinho tinto)
- Fenek (coelho guisado com vinho tinto e tomate)
- Laham taz-ziemel (guisado de carne de cavalo)
- Zalzett tal-Malti (salsicha de Malta, tipicamente de porco, sal e pimenta preta, coentro moído e salsa; podem ser secas ou frescas, grelhadas, fritas, guisadas ou comidas sem serem cozinhadas

### Peixe e mariscos
- Stuffat tal-qarnit (polvo guisado)
- Torta tal-lampuki (torta de dourado)

### Vegetais
- Bigilla
- Kapunata (caponata, típico prato siciliano)
- Qargħa bagħli mimli (abobrinhas recheadas)
- Brungiel mimli (beringela recheada)

### Queijos
- Ġbejna

### Doces
- Ħelwa tat-Tork
- Imqaret (pasteis de tâmaras)
- Kannoli
- Pastizzi e qassatat (pasteis de ricotta ou ervilha)
- Kwarezimal (bolo da quaresma)
- Figolla (bolo da Páscoa)
- Qagħaq tal-għasel (aneis de mel do Natal)

### Pães
- Ħobża
- Ħobz biz-zejt (bruschetta de Malta)